# Parafia św. Jana Chrzciciela w Ławaryszkach
Parafia św. Jana Chrzciciela w Ławaryszkach (lt. Šv. Jono Krikštytojo parapija) – parafia rzymskokatolicka administracyjnie należąca do dekanatu nowowilejskiego archidiecezji wileńskiej. 